# Dia Nacional do Sapateado
O Dia Internacional do Sapateado é comemorado no dia 25 de Maio .
Essa comemoração se oficializou no dia 7 de novembro de 1989 quando o governo americano, regido por George Bush, assinou a Lei para essa data comemorativa. A criação desta Lei foi um árduo trabalho de Nicola Daval, Carol Vaughn e Linda Christensen do "Tap America Project" (TAP).
25 de maio virou então Dia Nacional do Sapateado nos Estados Unidos e imediatamente a comunidade sapateadora espalhada por todo o mundo assumiu esta data, fazendo com que esta data se transformasse no Dia Internacional do Sapateado.
O dia para esta comemoração foi escolhido justamente por ser a data de nascimento de Bill Robinson Bojangles, ícone precursor do sapateado americano, pois foi ele quem levou o sapateado para a meia ponta, trazendo leveza, clareza e presença cênica antes desconhecida nos palcos. A genialidade desse grande artista, tanto a seus passos quanto a de seu esforço para alcançar o sucesso na sociedade americana de início do século, deve ser lembrada nesse dia.
O Dia Internacional do Sapateado é e pode ser comemorado de muitas maneiras diferentes, desde a criação de eventos até ações pessoais que lembrem, engrandecem e levem ao conhecimento de outras pessoas esta bela arte de sapatear.